# Troiano Spinelli
Troiano Spinelli, talvolta scritto Trojano Spinelli (Laurino, 22 dicembre 1712 – Napoli, 1º gennaio 1777), è stato un filosofo, economista e storico italiano, duca di Aquara e di Laurino nel Settecento, appartenente alla nobile famiglia napoletana degli Spinelli.

## Biografia
Figlio unico di Giuseppe Spinelli, ottavo duca di Laurino, e di Giovanna Caracciolo, figlia di Ottavio, terzo Principe di Forino, ereditò i titoli paterni nel 1764. Nel 1738, sposò in prime nozze Beatrice Caterina Pinto y Mendoza, terza Principessa di Montacuto, figlia ed erede del principe Gregorio. Nel 1750, sposò in seconde nozze Donna Ottavia Tuttavilla, figlia di Vincenzo II, sesto duca di Calabritto.
Allievo del filosofo Giambattista Vico, si formò al Collegio Clementino a Roma e poi all'Accademia di Loreto dove studiò matematica, fisica e ingegneria. Ritornato a Napoli, divenne amico di vari illuministi napoletani, quali Gaetano Filangieri e Ferdinando Galiani. Fu autore di varie opere di stampo illuministico, in particolare nei campi della storia e dell'economia. La sua opera più importante, le Riflessioni politiche sopra alcuni punti della scienza della moneta, fu data alle stampe nel 1750: rappresenta uno dei primi tentativi di metodo geometrico applicato all'economia. In questo opuscolo, si oppone alle teorie monetarie di Carlo Antonio Broggia. Spinelli fece attivamente parte della massoneria napoletana, all'epoca diretta dal principe di Sansevero, Raimondo di Sangro.
Nel 1759, Troiano Spinelli fu nominato cavalerie del Real Ordine di San Gennaro.
A Napoli, fece ristrutturare il palazzo di famiglia tra il 1766 e il 1768, il palazzo Spinelli di Laurino, trasformandolo in una delle più suggestive realizzazioni del Settecento napoletano. Morì a Napoli nel 1777 e venne sepolto nella cappella di famiglia nella chiesa di Santa Caterina a Formiello.

## Opere principali
- Degli Affetti umani, Napoli, Stamperia Muziana, 1741.
- Riflessioni politiche sopra alcuni punti della scienza della moneta, Napoli, 1750.
- Saggio di tavola cronologica de' principi e più ragguardevoli ufficiali che anno signoreggiato, e retto le provincie, che ora compongono il regno di Napoli, Napoli, stamperia di Giuseppe Di Bisogni, 1762.
- Della nobiltà, dalle stampe del Porsile, 1776.
- Lettera nella quale si dimostra non esser nota di falsità, che nel diploma di fondazione della chiesa di Bagnara si ritrovi l'anno 1085 segnato coll'indizione sesta correndo l'ottava del computo volgare, s.d.